# Grațian Horgoș
Grațian Horgoș (n. 1890, Sânlazăr – d. 1983, Sânlazăr) a fost delegat al cercului electoral Marghita la Marea Adunare Națională de la Alba-Iulia din 1 decembrie 1918.

## Biografie
Acesta avea ca studii 7 clase, iar de profesie era econom (țăran înstărit).